# الرجل العنكبوت المذهل 2 (لعبة فيديو)
الرجل العنكبوت المذهل 2 (بالإنجليزية: amazing sipder man 2)‏، هي لعبة فيديو عالم مفتوح، من تطوير بينوكس وغيم لوفت وهاي فولتيتج سوفتوير ونشرت من قبل أكتيفجن سنة 2014 على انظمة مختلفة.

## الشخصيات
- صدمة
- الصياد
- كنج بنج
- إلكترو
- غرين غوبلن
- كارنج

## روابط خارجية
- الرجل العنكبوت المذهل 2 (لعبة فيديو) على موقع IMDb (الإنجليزية)